# David Yip
David Yip (Liverpool, 4 juni 1951) is een Brits acteur van Chinese afkomst. Hij werd opgeleid op de East 15 Acting School in Londen. Hij is de voormalige echtgenoot van actrice Lynn Farleigh.
David Yip is bekend door het spelen van de leidende rol van Johnny Ho in de BBC-televisieserie The Chinese Detective, een productie met voornamelijk Britse acteurs.  Hij speelde Michael Choi in de soap Brookside tussen 1989 en 1990, had een kleine rol in de Doctor Who-aflevering Destiny of the Daleks en speelde als een fabriekseigenaar in Casualty.
Verder kunnen rollen worden genoemd als Wu Han in Indiana Jones and the Temple of Doom en als CIA-agent Chuck Lee in de James Bond-film A View to a Kill.

## Filmografie
- Act of Grace (2008) - Kai
- Liverpool Nativity (2007, tv) - Magi (televisiefilm)
- Casualty (2006, 1 tv-aflevering) - Jiang Guang (televisieserie)
- Zoltan the Great (2005) - Dak
- The Bill  (2003, 1 tv-aflevering) -  Li Chen (televisieserie)
- Oscar Charlie  (2002, 6 tv-afleveringen) - Dr Pang (televisieserie)
- My Kingdom (2001) - Merv
- Arabian Nights (2000, tv) - Assad (televisieserie)
- Entrapment (1999) - Politiechef
- Fast Food (1998) - Mr. Fortune
- Hamlet (1996) - Sailor One
- Bugs (1996, 1 tv-aflevering) - Chaku (televisieserie)
- Thief Takers  (1996, 1 tv-aflevering) - Jimmy Mak (televisieserie)
- Rich Deceiver (1995, tv) -  Ricky Ramon (televisiefilm)
- Every Silver Lining (1993)  - Leonard (televisieserie)
- Wild Justice (1993, tv) - Wong (televisiefilm)
- Tatort  - Chow Hap-man (1991, 1 tv-aflevering) (televisieserie)
- Making Out (1989-1990, 2 tv-afleveringen) - Mr. Kim (televisieserie)
- Brookside - Michael Choi (1989-1990) (televisieserie)
- Murder on the Moon (1989, tv) - Chang (televisiefilm)
- Out of Order (1987) - Politieman
- Ping Pong (1986) - Mike Wong
- A View to a Kill (1985) - Chuck Lee
- Policing London (1985) - Steven
- Indiana Jones and the Temple of Doom (1984) - Wu Han
- The Professionals (1982, 1 tv-aflevering) (televisieserie)
- The Chinese Detective (1981-1982, 14 tv-afleveringen) - Detective Sergeant John Ho (televisieserie)
- The Cuckoo Waltz (1980, 1 tv-aflevering) - Mr. Ling (televisieserie)
- Quatermass (1979, 2 tv-afleveringen) - Frank Chen (miniserie)
- Doctor Who (1979, 2 tv-afleveringen) - Veldan (televisieserie)
- It Ain't Half Hot Mum (1978, 1 tv-aflevering) -  Bandiet (televisieserie)
- Savages (1975, tv) - Kumai (televisiefilm)

- Gemeinsame Normdatei: 1061670554
- International Standard Name Identifier: 0000 0001 3358 0409
- Library of Congress Control Number: no2008126608
- Nederlandse Thesaurus van Auteursnamen: 298087278
- Virtual International Authority File: 12128363
- WorldCat: E39PBJgmJ3d7Xv7WFVWPgjkhpP